# 김용범 (공무원)
김용범(金容範, 1962년 2월 5일 - )은 대한민국의 대통령비서실 정책실장 재직 중인 공무원이다. 본관은 광산이며, 전라남도 무안군 출신이다.

## 대통령실 정책실장 임명
2025년, 미국 대선 이후 스티븐 마이런에 의해 발표된 '미란 보고서'를 조기에 국내에 소개하고 분석하며 이재명 대통령의 주목을 받아 대통령실 정책실장에 임명되었으며, 이는 그의 국제 감각과 정책 역량이 재조명되는 계기가 되었다. 김 실장은 세계은행 근무 경험과 영어 능력, 금융 정책에 대한 전문성을 바탕으로 대미 통상과 글로벌 경제 환경 변화에 대응하는 데 적임자로 평가받고 있으며, 특히 블록체인 기업 대표로 활동하면서도 관료 시절 형성된 글로벌 인맥을 꾸준히 유지해 왔다. 정당 활동 경력이 없는 그를 두고 일각에서는 ‘이재명의 사람’으로 보기 어렵다는 시각도 있으나, 이 대통령과의 정책적 교감과 행정 경험의 상호 보완성이 향후 그의 정치적 입지를 결정지을 중요한 요소로 거론되고 있다.

## 학력
- 광주대동고등학교 졸업
- 1985년 서울대학교 사회과학대학 경제학과 학사
- 1987년 서울대학교 행정대학원 석사
- 1997년 조지워싱턴 대학교 대학원 경제학 박사

## 경력
- 1986년 제30회 행정고시 합격
- 1996년 8월~1998년 3월: 재정경제부 증권제도담당관실 근무
- 2007년 4월~2008년 4월: 대통령비서실 경제정책비서관실 근무
- 2008년 4월~2009년 3월: 국가경쟁력강화위원회 금융선진화국장
- 2009년 3월~2009년 11월: 지식경제부 우정사업본부 보험사업단장
- 2009년 11월~2010년 12월: 2010년 서울 G20 정상회의 준비위원회 국제금융시스템개혁국장
- 2010년 12월~2012년 8월: 금융위원회 공적자금관리위원회 사무국장
- 2012년 8월~2013년 5월: 금융위원회 자본시장국장
- 2013년 5월~2015년 3월: 금융위원회 금융정책국장
- 2015년 3월~2015년 11월: 금융위원회 증권선물위원회 상임위원
- 2015년 11월~2017년 7월: 금융위원회 사무처장
- 2017년 7월~2019년 5월: 금융위원회 부위원장
- 2017년 7월~2019년 5월: 금융위원회 증권선물위원회 위원장
- 2019년 8월~2021년 3월: 기획재정부 제1차관
- 2019년 8월~2021년 3월: 경제사회노동위원회 운영위원회 정부위원
- 한국금융연구원 초빙연구위원
- 2022년 8월~2025년 6월: 해시드오픈리서치 대표이사
- 2025년 6월~2025년 8월: 국정기획위원회 부위원장
- 2025년 6월~: 대통령비서실 정책실장